# Frank Plumpton Ramsey

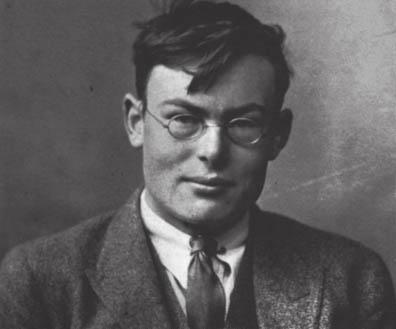
Frank P. Ramsey um 1921

Frank Plumpton Ramsey (* 22. Februar 1903 in Cambridge; † 19. Januar 1930 ebenda) war ein britischer Mathematiker, Philosoph und Ökonom. Bis zu seinem Tod im Alter von 26 Jahren leistete er wichtige Beiträge in allen drei Bereichen. Er war ein enger Freund von Ludwig Wittgenstein und übersetzte Wittgensteins Tractatus logico-philosophicus. Er war auch einflussreich dabei, Wittgenstein zu überreden, zur Philosophie und nach Cambridge zurückzukehren. Neben der Ramsey-Regel werden bis heute einige Ideen aus der Logik und den Wirtschaftswissenschaften nach ihm benannt.

## Leben und Wirken
Ramsey wurde 1903 in Cambridge geboren, wo sein Vater Arthur Stanley Ramsey – ebenfalls ein Mathematiker – Präsident des Magdalene College war. Er besuchte das College in Winchester, bevor er nach Cambridge zurückkehrte, um Mathematik am Trinity College zu studieren. Er wurde 1923 in den Tripos (sehr wettbewerbsorientierten mathematischen Prüfungen) „Senior Wrangler“, damals die höchste Auszeichnung für einen Mathematik-Studenten in Cambridge.
Ramseys überragende Intelligenz beeindruckte viele Akademiker in Cambridge. Er war auf verschiedenen Gebieten belesen und interessierte sich für fast alles. Politisch war er linksorientiert und (in den Worten seiner Ehefrau) ein „militanter Atheist“. In einem Gespräch mit Charles Kay Ogden äußerte er seinen Wunsch, Deutsch zu lernen. Ogden gab ihm ein Wörterbuch, dazu eine deutsche Grammatik und eine schwer verständliche philosophische Abhandlung und sagte zu ihm: „Benutze die Grammatik und das Wörterbuch; komm wieder und sag uns, was du darüber denkst.“ Ungefähr eine Woche später hatte er nicht nur Deutsch gelernt, sondern hatte Einwendungen gegen die Theorien der Abhandlung vorzubringen. Er benutzte seine neuerworbene Fähigkeit, um Ludwig Wittgensteins Tractatus logico-philosophicus zu lesen, den jener 1918 gerade fertigstellte.
Die Lektüre beeindruckte ihn tief. Er übersetzte einen großen Teil davon ins Englische und veröffentlichte eine erste Rezension in der philosophischen Zeitschrift Mind. 1923 reiste er für kurze Zeit nach Österreich und diskutierte mit Wittgenstein, der zu der Zeit als Dorflehrer tätig war. 1924 schloss sich ein weiterer Besuch in Österreich an für eine Psychoanalyse bei Theodor Reik in Wien und weitere Besuche bei Wittgenstein. Von März bis Oktober 1924 nahm Ramsey auch an Treffen des Wiener Kreises teil. Einige Philosophen meinen, Ramsey hätte bei längerem Leben auch öffentlich einen ebensolchen Status als Philosoph erreicht wie Wittgenstein. Tatsächlich beeinflusste Ramseys Kritik, neben Diskussionen mit Piero Sraffa, an denen Ramsey beteiligt war, Wittgensteins Spätphilosophie in den „Philosophischen Untersuchungen“. Weitere philosophische Arbeiten von Ramsey befassen sich mit dem Charakter von Naturgesetzen und der Wissenschaftstheorie.
Offenbar hin- und hergerissen zwischen den Ereignissen des gerade beendeten Ersten Weltkriegs und unter dem Eindruck eines Genies wie Wittgenstein, schrieb er in dieser Zeit an seine Mutter: „We really live in a great time for thinking, with Einstein, Freud and Wittgenstein all alive, and all in Germany or Austria, those foes of civilisation!“ (dt.: „Wir leben wirklich in philosophisch großen Zeiten, mit Einstein, Freud und Wittgenstein noch lebend unter uns, alle in Deutschland und Österreich, diesen Feinden der Zivilisation“).
Zurück in England wurde er im jugendlichen Alter von 21 Jahren als Fellow an das King’s College berufen und war dort „Director of Studies in Mathematics“.
Seine Diskussionen mit Wittgenstein führten auch dazu, dass er die Sätze der monumentalen „Principia Mathematica“ von Bertrand Russell und Alfred North Whitehead, die die gesamte Mathematik auf die Logik zurückführen wollten, erheblich vereinfachen konnte: so unterstrich er, dass logische Sätze Tautologien im Sinne Wittgensteins sein müssten und wies darauf hin, dass nur logische und keine semantischen Paradoxien diskutiert werden müssten. Er zeigte, dass das von ihnen verwendete Reduzibilitätsaxiom überflüssig war.
Die beiden Existenzsätze, die von Ramsey in seiner Arbeit „On a problem of formal logic“ aufgestellt wurden, wirkten als Initialzündung für weitere Arbeiten auf dem Gebiet der Graphentheorie und der Kombinatorik und sind als Ramsey-Theorem bekannt. Den in der Kombinatorik daraus unter der Hand von Paul Erdős und anderen entstandenen Korpus nennt man Ramsey-Theorie. Dabei bewies er seinen Satz (Satz von Ramsey) nur als Hilfsmittel in seinem Aufsatz, in dem er die Entscheidbarkeit des Entscheidungsproblems eines bestimmten Fragments (Bernays-Schönfinkel-Ramsey Klasse) der Logik erster Stufe zeigte. Der amerikanische Logiker Alonzo Church bewies später, dass das allgemeine Entscheidungsproblem der Logik erster Stufe unentscheidbar ist.
Ramsey, der mit John Maynard Keynes befreundet war, veröffentlichte auch zwei wichtige ökonomische Arbeiten. In A contribution to the theory of taxation stellte er 1927 die Ramsey-Regel auf, die einen wichtigen Beitrag zur Theorie der optimalen Besteuerung darstellt. In seiner Arbeit A mathematical theory of saving von 1928 untersuchte er mit Hilfe der Variationsrechnung, wie viel eine Volkswirtschaft investieren statt konsumieren sollte, damit sie auch in Zukunft maximal wächst. Diese schwierige Arbeit wurde von John Maynard Keynes und später von Paul Samuelson bewundert und gilt als Ausgangspunkt der „optimalen Akkumulation“, weiterentwickelt von Tjalling Koopmans und David Cass. Genauso wichtig wie die Ergebnisse waren seine Methoden (dynamische Optimierung).
Ramsey kritisierte Keynes’ Theorie der Wahrscheinlichkeit als induktive Logik so scharf, dass dieser sie aufgab. In „Truth and probability“ gab er auch eine Theorie des Wahrscheinlichkeitsmaßes dafür, wie stark jemand von einer Ansicht überzeugt ist (Entscheidungstheorie).
Am 19. Januar 1930 starb Frank Plumpton Ramsey mit 26 Jahren an den Folgen einer Unterleibsoperation, bei der er sich mit Hepatitis infiziert hatte (er hatte auch zeitlebens Leberprobleme). Er war seit 1925 verheiratet und hatte zwei Töchter – beide blieben trotz Ramseys Atheismus der Kirche treu. Sein Bruder Michael (1904–1988), später Lord Ramsey, war von 1961 bis 1974 Erzbischof von Canterbury.

## Werke (Auswahl)
- The Foundations of mathematics and other logical essays, R. B. Braithwaite ed., London, Routledge and Keegan Paul 1931
  - Deutsche Übersetzung: Ramsey Grundlagen: Abhandlungen zur Philosophie, Logik, Mathematik und Wirtschaftswissenschaften, Stuttgart, Frommann-Holzboog 1980
- Philosophical papers, Mellor ed., Cambridge 1990
- On truth, Kluwer 1991 (Rescher, Majer Hrsg., Entwurf eines Buches)
- Notes on philosophy, probability and mathematics, 1990, Neapel (Gavalotti Hrsg.)
- Truth and probability, 1926
- The Foundations of Mathematics, in: Proceedings of the London Mathematical Society S2 25/5, 338–384, auch in: Ramsey/Braithwaite 1931.
- Universals, Mind 1925
- Facts and propositions, Aristotelian society suppl.volume 7, 1927, S. 153 (PDF-Datei; 3,09 MB)
- Knowledge (1929)
- Theories
- General propositions and causality (1929)
- A mathematical theory of saving, Economic Journal Band 38, 1928
- A contribution to the theory of taxation, Economic Journal Band 37, 1927
- On a problem of formal logic, Proceedings London mathematical society, Band 30, 1930, S. 264 (die Arbeit ist von 1928)